# James Patterson
James Brendan Patterson (Newburgh, 22 de març de 1947) és un escriptor estatunidenc, autor de novel·les detectivesques i policíaques. Se'l coneix sobretot per la seva sèrie protagonitzada pel detectiu de la policia i psicòleg Alex Cross. Els seus llibres han venut més de 300 milions de còpies i ha estat la primera persona a vendre 1 milió d'e-books.
Amb 76,5 milions d'euros cobrats encapçala el rànquing d'autors més ben pagats que publicà la revista Forbes l'agost del 2012.

## Biografia
Patterson va néixer el 22 de març de 1947 a Newburgh, Nova York, fill d'Isabelle (Morris), mestressa de casa i mestre, i Charles Patterson, agent d'assegurances.
Es va graduar com a "summa cum laude" amb un Bachelor of Arts en anglès del Manhattan College i un MA en anglès de la Universitat de Vanderbilt.
Es va retirar de la publicitat l'any 1996 per dedicar-se de ple a la literatura. Les seves 65 obres sobre el psicòleg exmembre de l'FBI Alex Cross han arribat a ser best-sellers als Estats Units en els seus més de 33 anys com a autor. Fins avui, James Patterson ha tingut dinou números u consecutius en el rànquing de les novel·les més venudes segons el New York Times i ostenta el rècord d'autor que més títols de ficció ha venut (56 en total), que és també Guinness World Record. Sempre apareix una de les seves novel·les com una de les disset novel·les més venudes als Estats Units i en els últims anys ven més que Stephen King, John Grisham i Dan Brown junts.
Ha rebut diversos premis com el Edgar Award, i és conegut per ser coautor i col·laborador al costat de diferents escriptors com Maxine Paetro, Andrew Gross, Peter DeJonge o Liza Marklund.
A més va fundar els Premis James Patterson PageTurner en 2005 valorats per damunt dels 100,000 $ cada any a persones, empreses, escoles, i altres institucions que troben maneres originals i eficaces per incentivar i promoure la lectura.

## Crítiques
Ha rebut crítiques negatives per part d'escriptors i crítics com Stephen King o S. T. Joshi.
A més s'atribueix la seva prolífica producció al treball de molts coautors, per la qual cosa ha estat molt criticat.

## Vida privada
Viu a Palm Beach, Florida amb la seva esposa Susan i el seu fill Jack. El 2015, Patterson va establir el James Patterson Pledge d'acord amb Scholastic Book Clubs per posar els llibres en mans dels joves lectors.

### Alex Cross
1. Along Came a Spider (L'Hora de l'Aranya) (1993, ISBN 0-446-36419-3)
2. Kiss the Girls (El Col·leccionista d'Amants) (1995, ISBN 0-446-60124-1)
3. Jack & Jill (1996, ISBN 0-446-60480-1)
4. Cat and Mouse (El Gat i el Ratolí) (1997, ISBN 0-446-60618-9)
5. Pop Goes the Weasel (1999, ISBN 0-375-40854-1)
6. Roses are Red (2000, ISBN 0-446-60548-4)
7. Violets are Blue (2001, ISBN 0-446-61121-2)
8. Four Blind Mice (2002, ISBN 0-446-61326-6)
9. The Big Bad Wolf (El Llop de Sibèria) (2003, ISBN 0-7553-0021-1)
10. London Bridges (Els Ponts de Londres) (2004, ISBN 0-446-61335-5)
11. Mary, Mary (Mary, Mary) (2005, ISBN 0-316-15976-X)
12. Cross (Cross) (2006, ISBN 0-316-15979-4)
13. Double Cross (2007, ISBN 0-316-01505-9)
14. Cross Country (2008, ISBN 0-316-01872-4)
15. Alex Cross's Trial (2009, ISBN 0-316-07062-9, with Richard DiLallo)
16. I, Alex Cross (2009, ISBN 0-316-01878-3)
17. Cross Fire (2010, ISBN 0-316-03617-X)
18. Alex Cross, Run (2013, ISBN 0-316-09751-9)

### Maximum Ride
1. Maximum Ride: The Angel Experiment (2005 | ISBN 0-316-15556-X)
2. Maximum Ride: School's Out Forever (2006 | ISBN 0-316-15559-4)
3. Maximum Ride: Saving the World and Other Extreme Sports  (2007 | ISBN 0-316-15560-8)
4. Maximum Ride: The Final Warning (2008 | ISBN 0-316-00286-0)
5. MAX: A Maximum Ride Novell (2009 | ISBN 0-316-00289-5)
6. Fang: A Maximum Ride Novell (2010 | ISBN 0-316-03619-6)
7. Angel: A Maximum Ride Novell (2011 | ISBN 0-316-03620-X)

### Michael Bennett
1. Step on a Crack (2007) (amb Michael Ledwidge)
2. Run for Your Life (2009) (amb Michael Ledwidge)
3. Worst Casi (2010) (amb Michael Ledwidge)
4. Tick Tock (2011) (amb Michael Ledwidge)

### Jack Morgan
1. Private (2010, amb Maxine Paetro)
2. Private London (2011)

### Daniel X
1. The Dangerous Days of Daniel X (2008) (amb Michael Ledwidge)
2. Watch the Skies (2009) (amb Ned Rust)
3. Daniel X: Demons and Druids (2010) (amb Adam Sadler)

### Witch & Wizard
1. Witch & Wizard (2009, ISBN 0-316-03624-2) (amb Gabrielle Charbonnet)
2. The Gift (2010) (amb Ned Rust)
3. The Fire (2011) (amb Jill Dembowski)
4. The Kiss (2012) (amb Jill Dembowski)
5. The Lost (Desembre, 15, 2014) (amb Emily Raymond)

### Women's Murder Club
1. 1st to Die (2001, ISBN 0-446-61003-8)
2. 2nd Chance (2002, ISBN 0-446-61279-0, amb Andrew Gross)
3. 3rd Degree (2004, ISBN 0-316-60357-0, amb Andrew Gross)
4. 4th of July (2005, ISBN 0-316-71060-1, amb Maxine Paetro)
5. The 5th Horseman (2006, ISBN 0-316-15977-8, amb Maxine Paetro)
6. The 6th Target (2007, ISBN 0-316-01479-6, amb Maxine Paetro)
7. 7th Heaven (2008, ISBN 0-316-01770-1, amb Maxine Paetro)
8. 8th Confession (2009, ISBN 978-1-84605-258-3, amb Maxine Paetro)
9. The 9th Judgment (2010, ISBN 978-0-316-03627-6, amb Maxine Paetro)
10. 10th Anniversary (Releasing on May 2nd 2011, ISBN 978-0-316-03626-9, amb Maxine Paetro)

### Novel·les gràfiques
- Daniel X: Alien Hunter (amb Leopoldo Gout) (2008, ISBN 0-316-00425-1)
- Daniel X: Manga 1 (2010, ISBN 0-316-07764-X)
- Daniel X: Manga 2 (2011, ISBN 0-316-07765-8)
- Maximum Ride, Vol. 1 Manga (amb NaRae Lee) (2009, ISBN 0-7595-2951-5)
- Maximum Ride, Vol. 2 Manga (amb NaRae Lee) (2009, ISBN 0-7595-2968-X)
- Maximum Ride, Vol. 3 Manga (amb NaRae Lee) (2010, ISBN 0-7595-2969-8)
- Witch & Wizard: Battle for Shadowland (amb Dara Naraghi) (2010, ISBN 1-60010-759-1)

### Novel·les autònomes
- The Thomas Berryman Number (1976) (Edgar Award, 1977, Best First Novella)
- Season of the Matxet (1977)
- Virgin (1980)
- The Midnight Club (1988)
- Hide & Seek (1996)
- Miracle on the 17th Green (1996) (amb Peter De Jonge)
- See How They Run (1997, en 1977 publicada com The Jericho Commandment)
- When the Wind Blows (1998)
- Black Friday (2000, en 1986 publicada com Black Market)
- Cradle and All (2000, Virgin, en1980)
- Suzanne's Diary for Nicholas (2001)
- The Beach House (2002) (amb Peter De Jonge)
- The Jester (2003) (amb Andrew Gross)
- The Lake House (2003) (continuació de When The Wind Blows)
- Sam's Letters to Jennifer (2004)
- Honeymoon (2005) (amb Howard Roughan)
- Lifeguard (2005) (amb Andrew Gross)
- Beach Road (2006) (amb Peter De Jonge)
- Judge and Jury (2006) (amb Andrew Gross)
- The Quickie (2007) (amb Michael Ledwidge)
- You'veu Been Warned (2007) (amb Howard Roughan)
- Sundays at Tiffany's (2008) (amb Gabrielle Charbonnet)
- Sail (2008) (amb Howard Roughan)
- Swimsuit (Bikini) (2009) (amb Maxine Paetro)
- The Postcard Killers (2010) (amb Lliça Marklund)
- Don't Blink (2010) (amb Howard Roughan)

### No ficció
- Against Medical Advice: A True Story (2008) (amb Hal Friedman)
- The Murder of King Tut (2009) (amb Martin Dugard)

## Filmografia
Algunes de les seves novel·les s'han adaptat al cinema i la televisió, com ara:
1. Child of Darkness, Child of Light en 1991
2. Kiss the Girls (El col·leccionista d'amants) en 1997
3. Miracle on the 17th Green en 1999
4. Along Came a Spider (L'hora de l'aranya) en 2001
5. 1st to Die en 2003
6. Suzanne's Diary for Nicholas en 2005
7. Women's Murder Club en 2007

A més ha aparegut en diverses sèries de televisió.